# 발도르차
발도르차(Val d'Orcia 또는 Valdorcia)는 이탈리아 토스카나주에 있는 넓은 계곡으로, 시에나 남쪽의 구릉 지대에서부터 아미아타산까지 해당한다. 발도르차의 완만하고, 경작이 이뤄지고 있는 구릉 지대 사이 사이에 이따금 협곡이나 피엔차 (교황 비오 2세의 후원을 통해 15세기에 이상 도시로서 재건됨), 라디코파니 (저명한 의적 기노 디 타코의 거처), 몬탈치노 (이곳의 포도주인 브루넬로 디 몬탈치노는 가장 유명한 이탈리아 포도주 중 하나로 손꼽힘) 등의 도시 및 마을이 위치해 있다. 이곳의 풍경은 르네상스 회화에서부터 현대의 사진에 이르기까지 다양한 매채에서 표현되고 있다.

## 세계 유산
발도르차는 2004년 유네스코의 세계 유산 목록에 등재됐다.

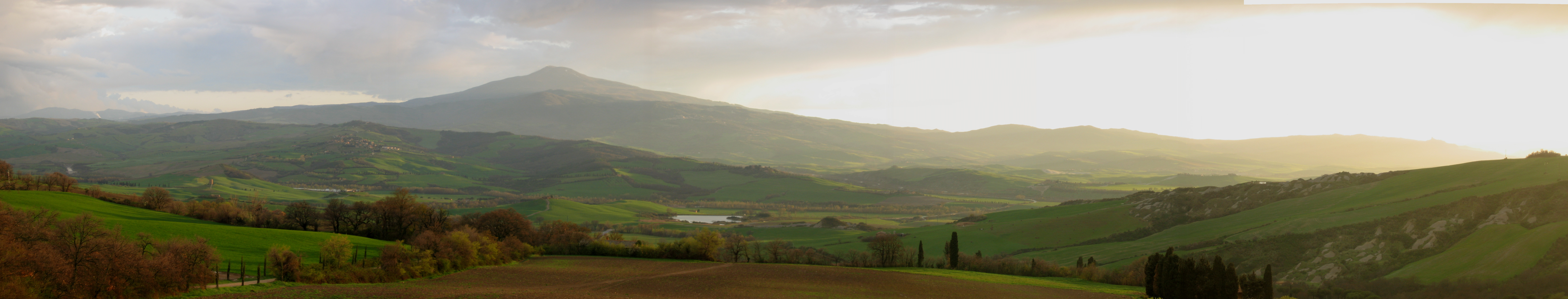
발도르차

## 오르차 DOC

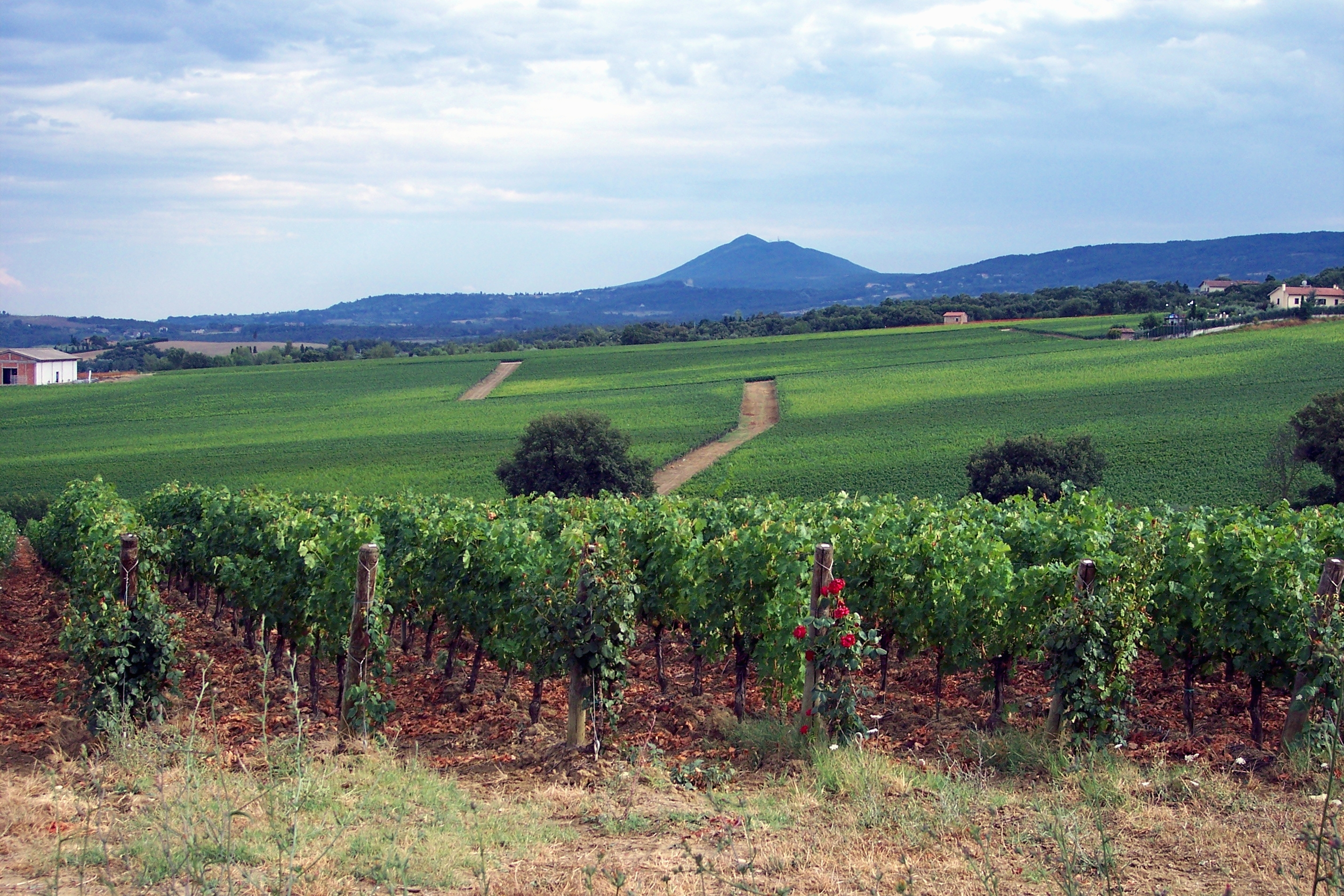
아미아타산을 배경으로 한 발도르차의 산조베세 포도밭.

발도르차에는 오르차강을 따라 브루넬로 디 몬탈치노와 비노 노빌레 디 몬테풀차노 등 DOCG 지역 사이의 좁은 지역이 존재한다. 이 지역에서 산조베세와 트레비아노 등을 기초로 한 포도주가 오르차 DOC (데노미나치오네 디 오리지네 콘트롤라타)라는 등급으로 생산된다.
DOC 등급의 적포도주는 최소 60% 이상의 산조베세와, 블렌딩이 허용되는 아브루스코 같은 다른 토착 품종들로 구성되어 있다. 드라이 한 백포도주와 '빈 산토' 스타일의 DOC 등급 포도주들은 최소 50% 이상의 트레비아노와 나머지는 다른 토착 지역 품종들로 구성되어 있다. DOC 등급 포도주 생산에 쓸 모든 포도들은 헥타르당 최대 수확량이 10톤으로 제한되어 있고, 완성된 포도주는 최소 알코올 도수가 12%가 되도록 요하고 있다.

## 옛 철도 노선 유적
발도르차는 19세기에 만들어진 철길이 지나가며, 이 철길의 역사, 터널, 철로 등은 1994년에 더이상 국가의 지원을 받지는 않으나 여전히 작동 가능한 상태로 지속적으로 유지·관리되고 있다. 이 풍경 좋은 노선은 작은 도시인 아시아노와 몬테안티코를 연결하고 있고 1년 중에 특정 일만 운영되는 증기 기관과 객차 등이 관광객들을 지역 축제에 실어 나르고 있다.

## 영화 촬영 장소
발도르차는 다음을 포함해 여러 유명 영화의 촬영 장소로 사용되고 있다:
- 페데리코 펠리니의 '8과 1/2' (1963년)
- 프랑코 제피렐리의 '성프란체스코' (1972년작)
- 안드레이 타르콥스키의 '노스텔지아' (1983년작)
- 앤서니 밍겔라의 '잉글리시 페이션트' (1996년작)
- 베르나르도 베르톨루치의 '스틸링 뷰티' (1996년)
- 마이클 호프먼의 '한여름 밤의 꿈 (1999년작)
- 리들리 스콧의 '글래디에이터' (2000년작)

## 갤러리

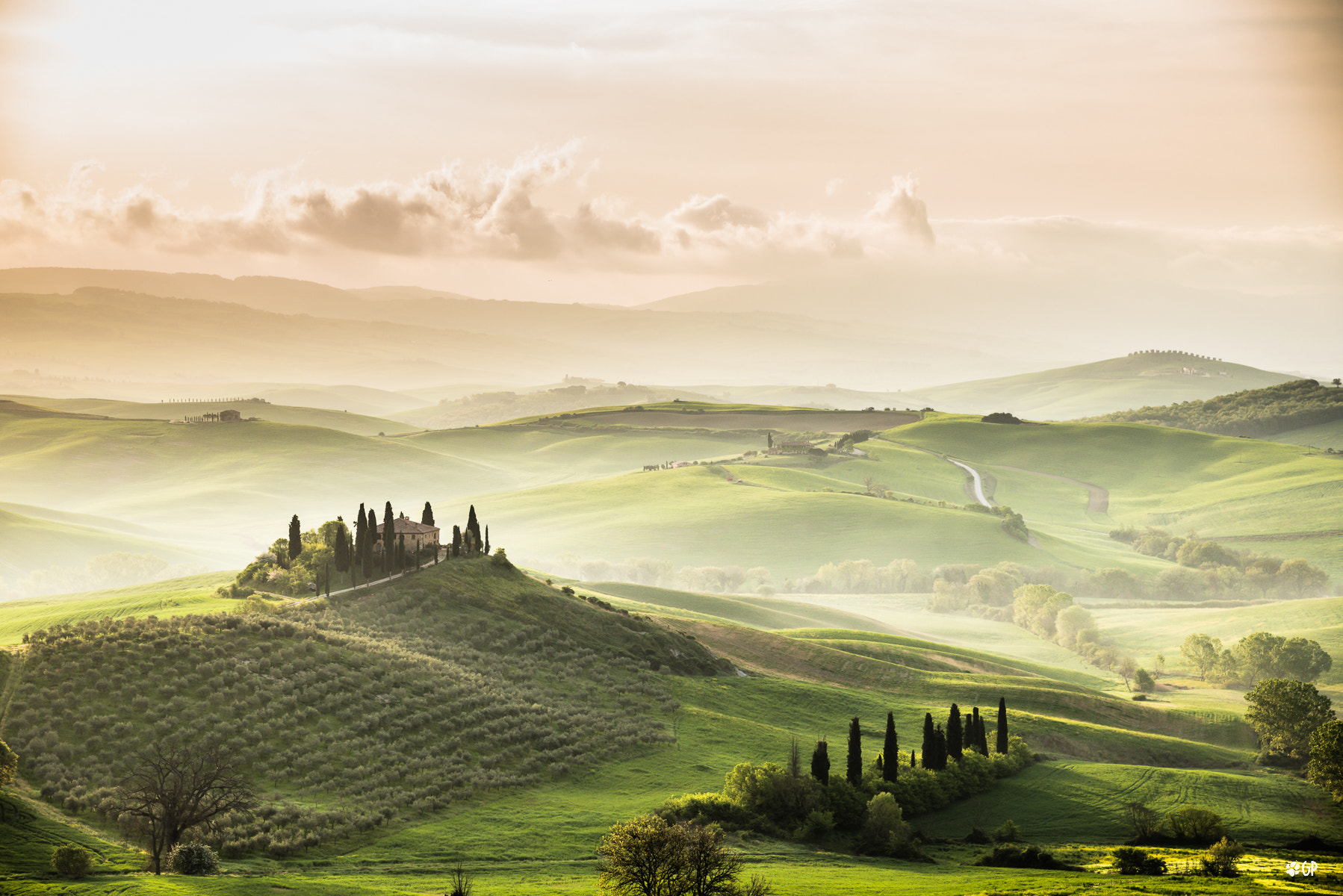
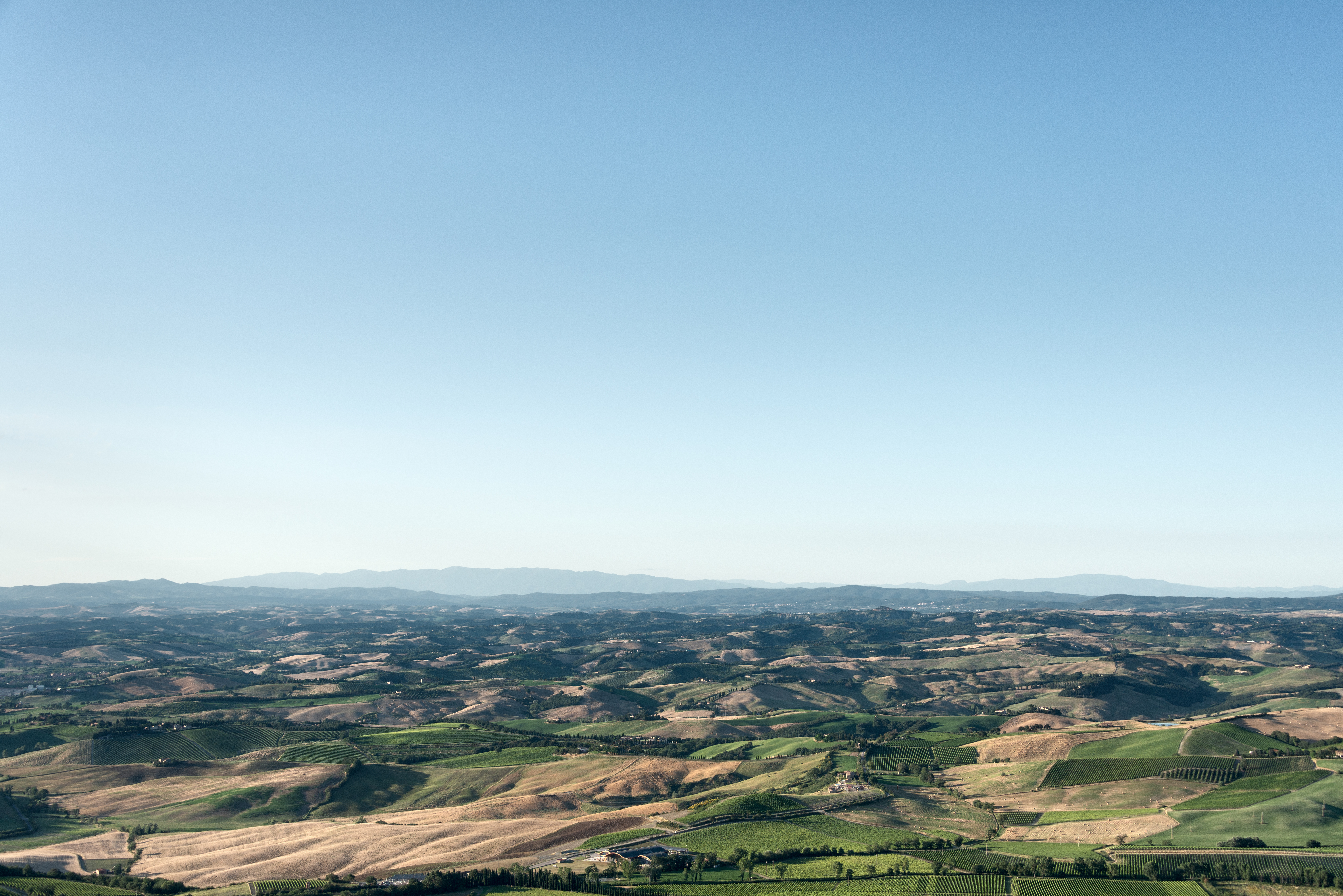
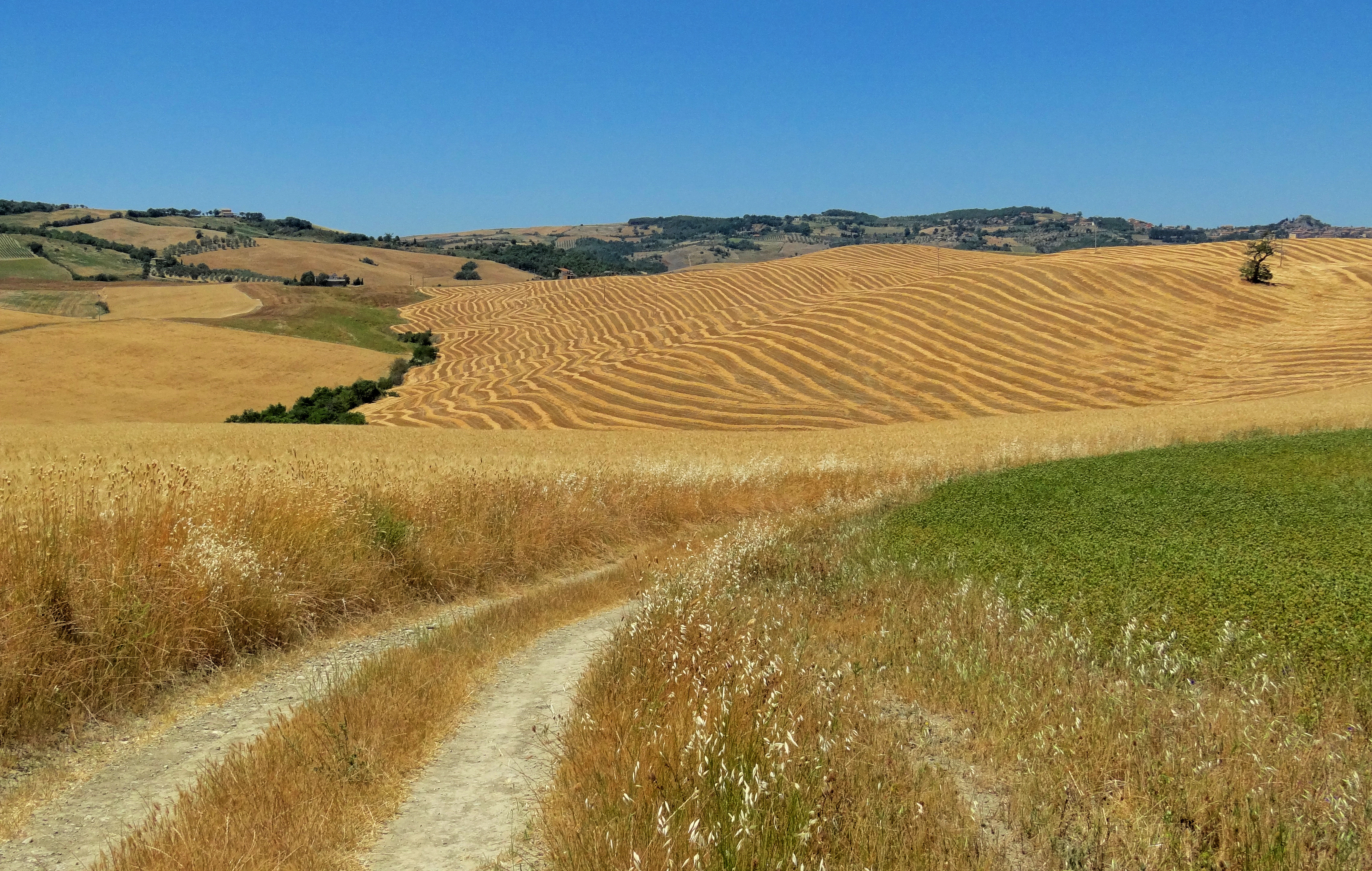
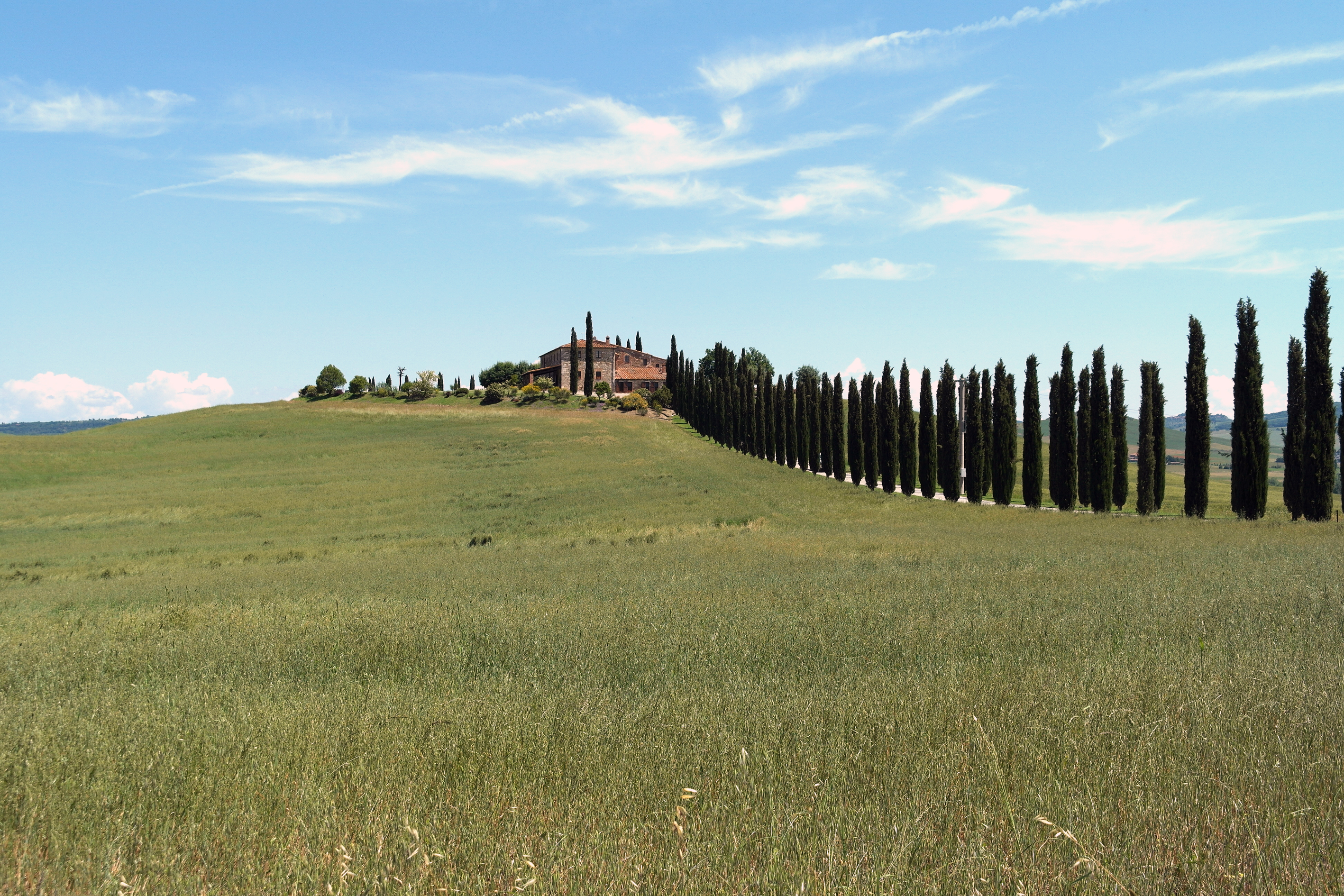
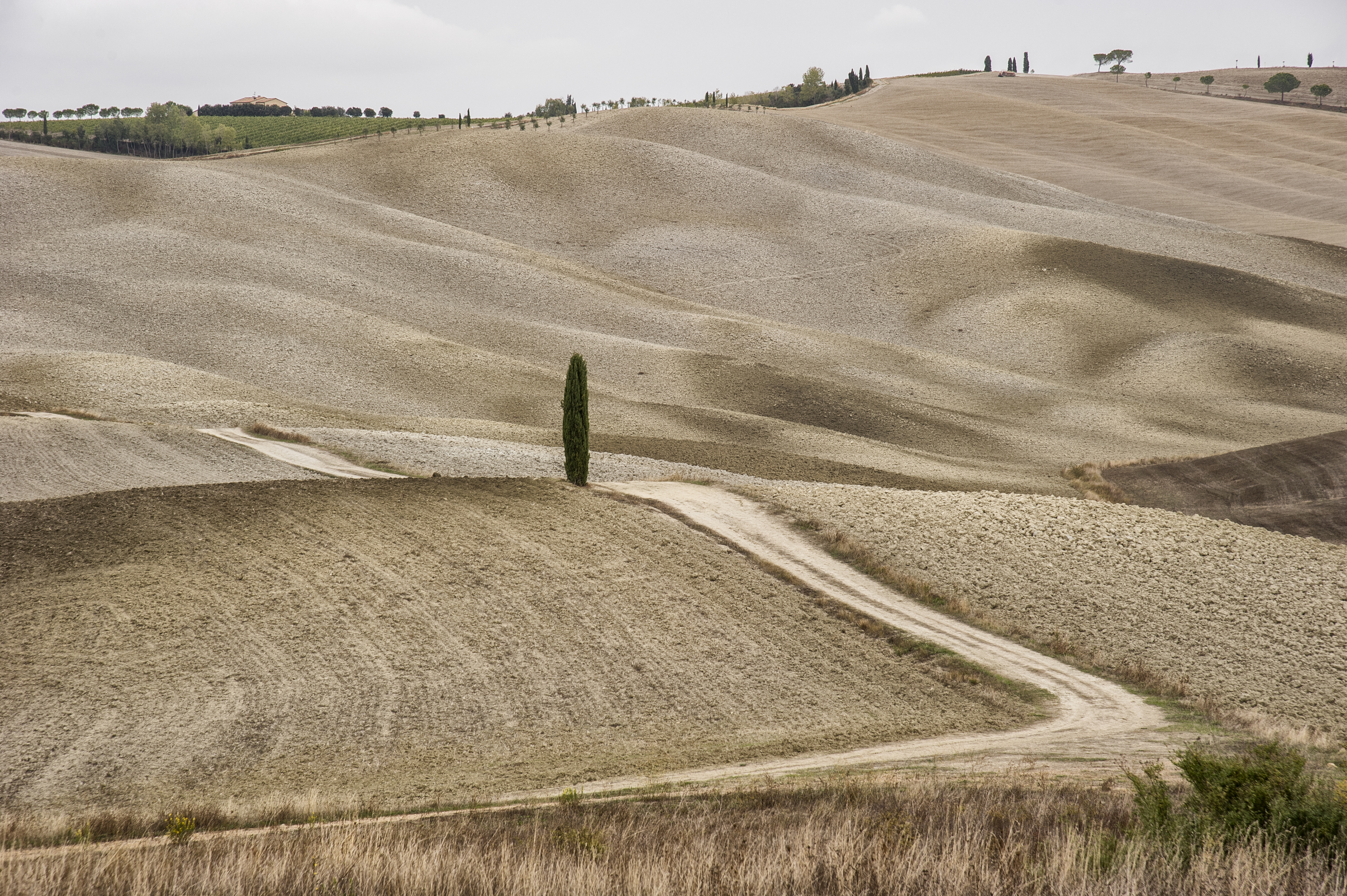
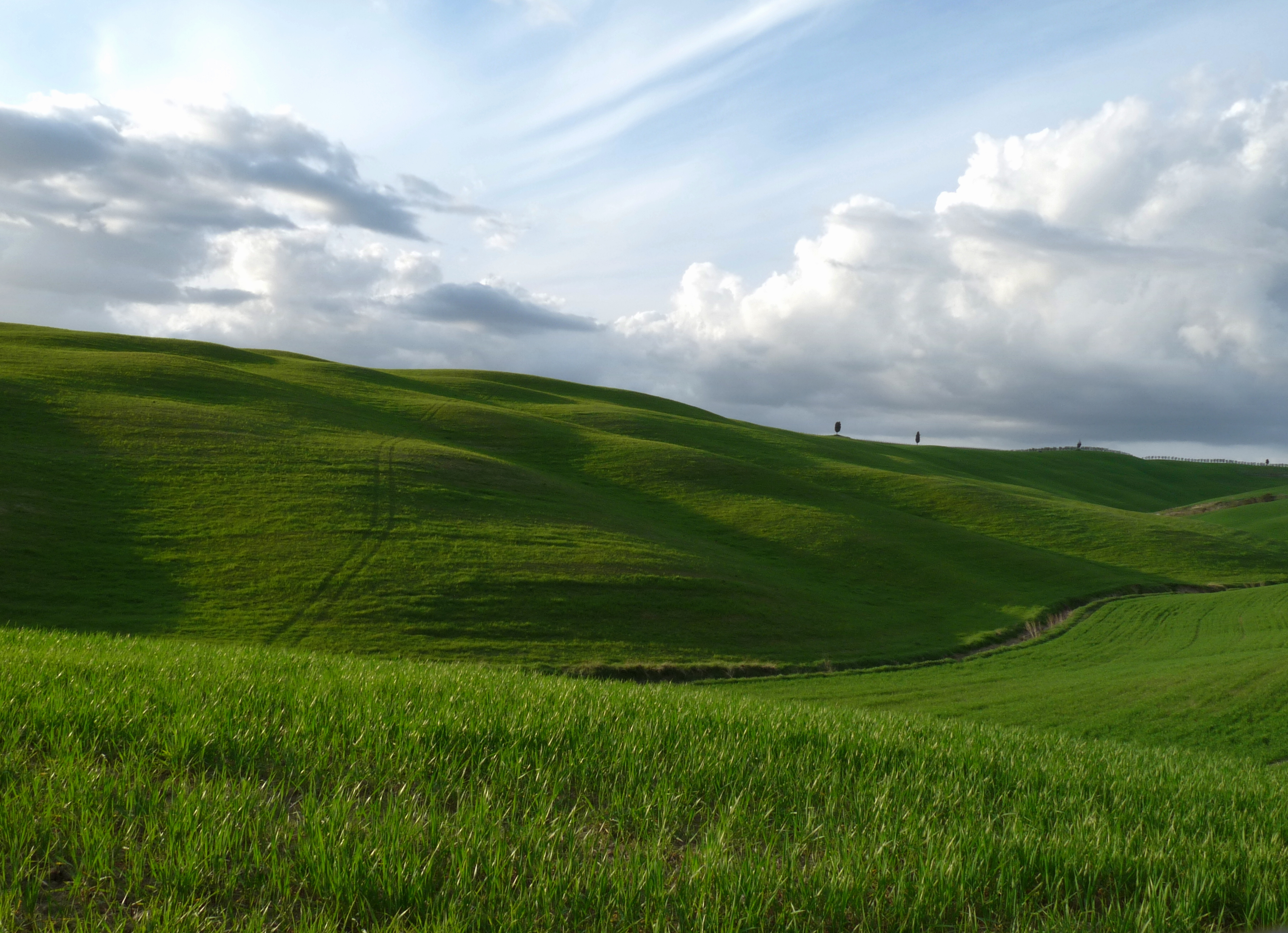
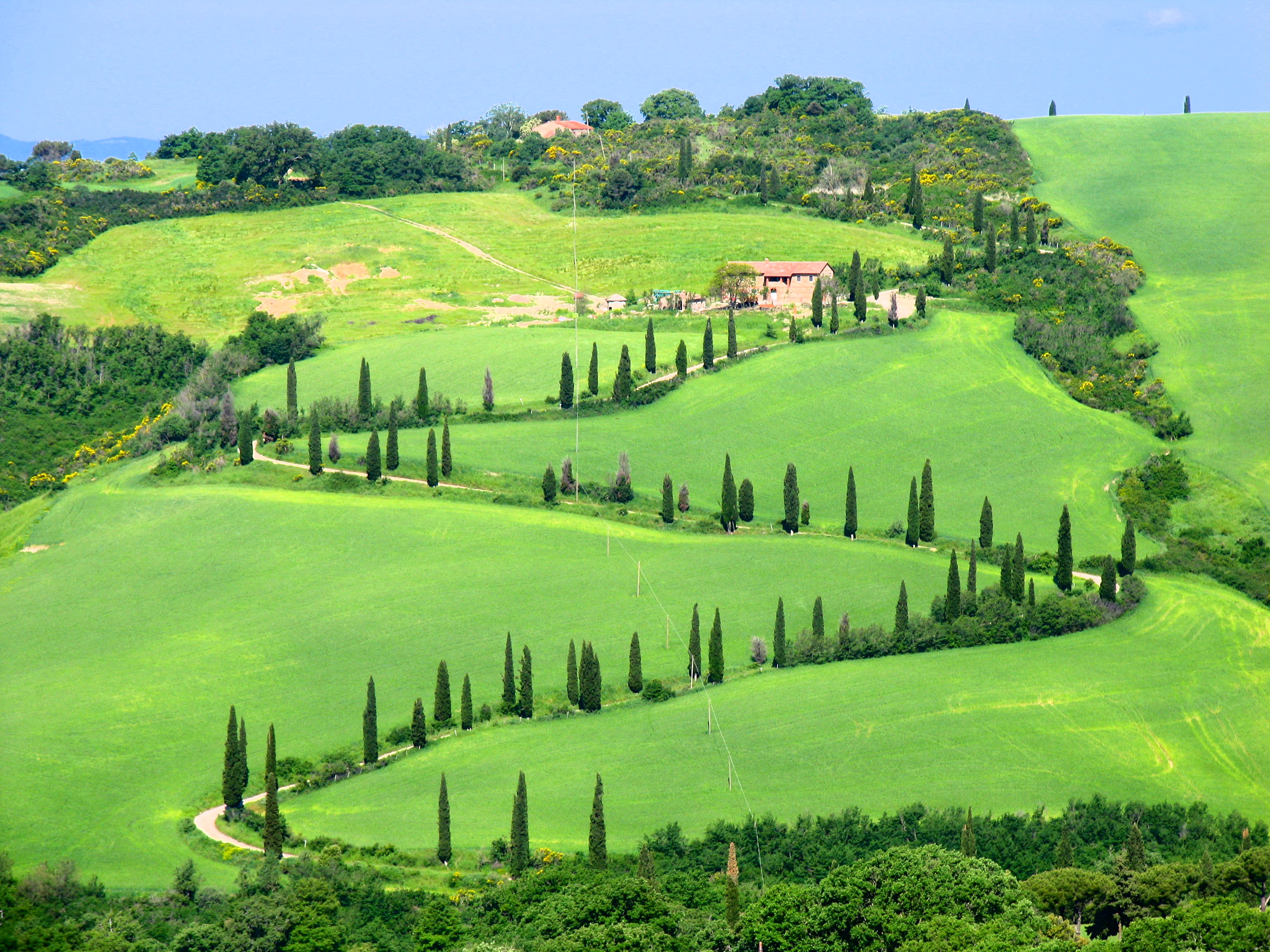
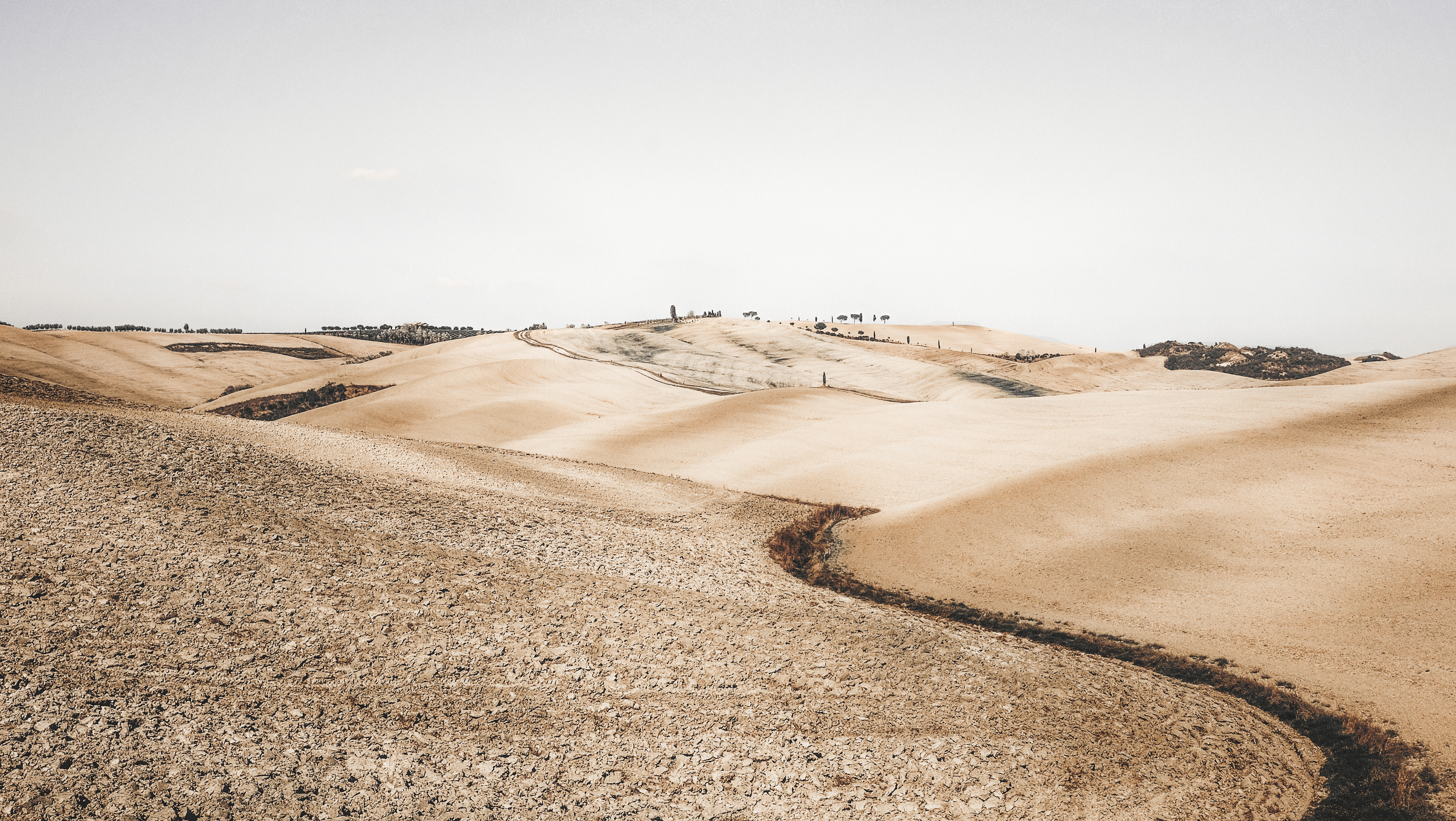
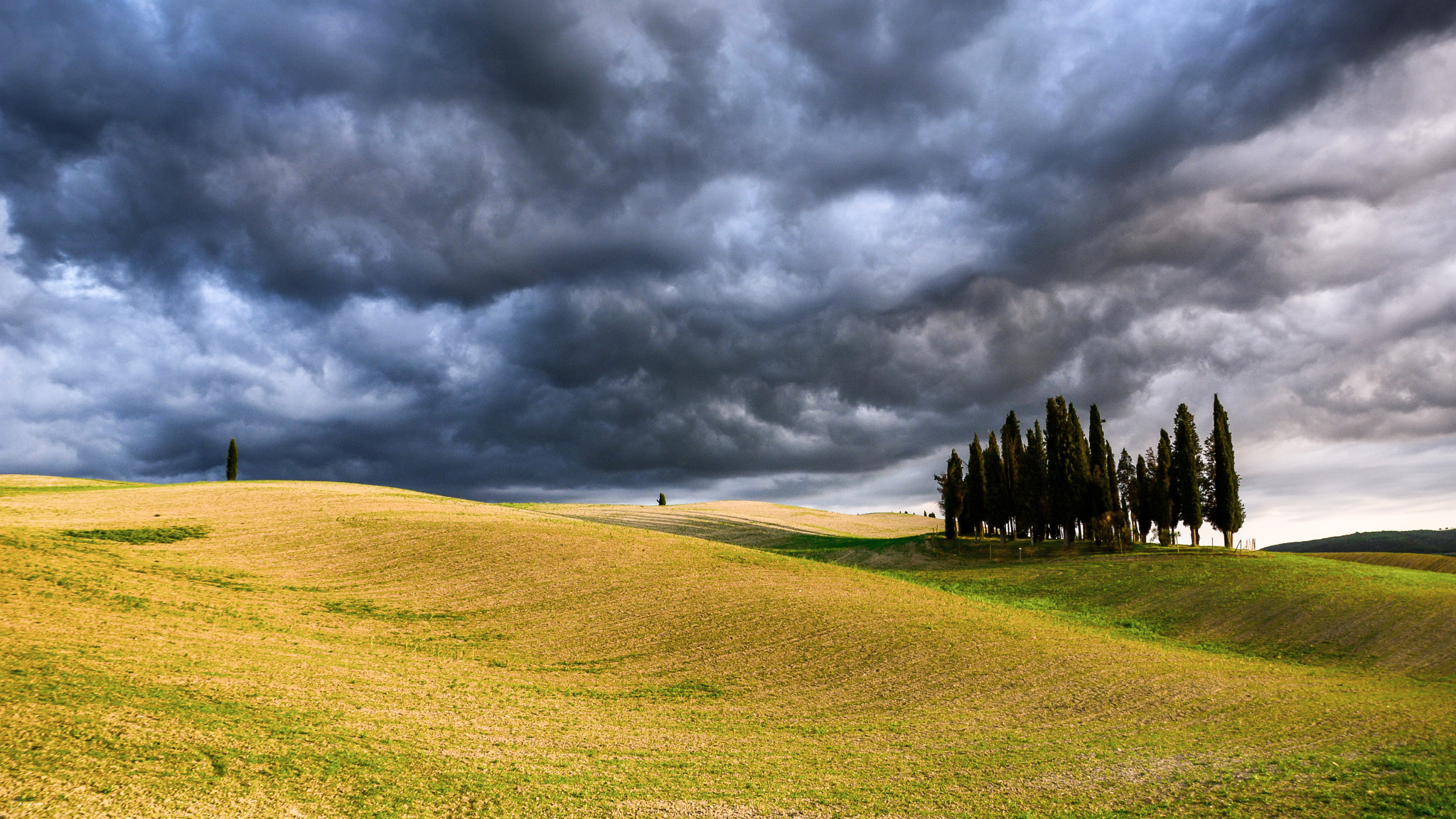